# Marie-Thérèse Le Roy
Marie-Thérèse Le Roy, née le 7 mai 1953 à Saint-Thois, est une femme politique française, membre du  PS.

## Biographie
En 2001, elle est élue conseillère municipale de Briec. Elle est la troisième adjointe du maire PS Jean-Paul Le Pann. Réélue en 2008, elle devient première adjointe, reconduite dans ses fonctions en 2014. Elle devient la même année vice-présidente de la communauté de communes du Pays Glazik. 
Elle devient députée en février 2016 en remplacement de Jean-Jacques Urvoas, dont elle est la suppléante, ce dernier étant nommé garde des Sceaux, le 27 janvier 2016, par le président de la République François Hollande à la suite de la démission de Christiane Taubira.
Elle est mariée et mère de quatre enfants.